# Met grote blijdschap
Met grote blijdschap is een Nederlandse film uit 2001 van Lodewijk Crijns. Deze schreef samen met Kim van Kooten aan het scenario. De film is voortgekomen uit het No more heroes-project.
Crijns en Van Kooten wonnen een Gouden kalf op het Nederlands Film Festival voor "Beste Scenario" Ook won de film De Prijs Van Nederlandse Filmjournalistiek.
De film werd bewerkt tot toneelstuk en op 28 februari 2004 ging dit in première, met in de hoofdrollen Dries Smits (Luc Sipkes), Tom Jansen (Ad), Oda Spelbos (Mieke) en Renee Fokker, als (Els). Deze laatste speelde ook in de film, maar in een andere kleine bijrol.

## Verhaal
Luc Sipkes en zijn vrouw Mieke zijn in blijde verwachting van de geboorte van hun kind. Maar opeens is daar een onverwachts telefoontje, het blijkt een goede kennis van Luc, die hem vertelt dat hij zijn broer Ad heeft gezien in La Roche in België. Ad is al vijftien jaar spoorloos evenals zijn vrouw. Luc gaat op onderzoek uit om te ontdekken waarom zijn broer toen zo vertrokken was. Na veel tegenwerking komt hij zijn broer onder ogen. Deze blijkt samen met zijn vrouw Els iets gruwelijks te verbergen.

## Rolverdeling
- Renée Soutendijk: Els
- Jack Wouterse: Ad Sipkes
- Marnie Blok: Vrouw in auto
- Pierre Dherte: Gendarme
- Michael Israel: Archivaris
- Peter Knip: Thomas (stem)
- Anne Sophie Mariage: Berengere
- Redmar Merkies: Kind in buik
- Han Oldigs: Man in auto
- Camilla Siegertsz: Mieke Sipkes
- Jaap Spijkers: Luc Sipkes
- Laurien Van den Broeck: Dochtertje in auto
- Willem van den Broeck: Zoontje in auto